# في دفء الليل (فلم)
في دفء الليل (بالإنجليزية: In the Heat of the Night) هو فيلم أُنتج في الولايات المتحدة وصدر في سنة 1967.

## بطولة
- سيدني بواتييه
- رود ستايغر

### ترشيحات وجوائز
| السنة | الحدث | الفئة            | النتيجة  |
| ----- | ----- | ---------------- | -------- |
|       |       | أوسكار أحسن ممثل | فـــــوز |

## الميزانية والإيرادات
بلغت تكلفة إنتاج الفيلم حوالي مليوني دولار بينما حقق أرباحا تقدر بـ 24,379,978 دولار.

## وصلات خارجية
- مقالات تستعمل روابط فنية بلا صلة مع ويكي بيانات